# Камен Каменов
Камен Цветанов Каменов е български икономист, почетен професор на Стопанска академия „Д. А. Ценов" в Свищов.

## Биография
Камен Каменов е доктор по икономика (1981) и доктор на икономическите науки (1997). Доцент (1986) и професор (1998) в Стопанска академия „Д. А. Ценов „в Свищов. Директор на Висшата бизнес школа към Стопанска академия „Д. А. Ценов“ (1988 – 1991). Ръководител на катедра „Мениджмънт“ там (1991 – 1999, 2007-).
Главен редактор на библиотека „Стопански свят“.

## Публикации
Монографии
- Къде се крие социалният ни потенциал – управленски поглед, Библиотека Интелектуално богатство на СА „Д. А. Ценов“, АИ Ценов, 2012;
- Управленски процес и мениджърско поведение, Абагар, 2009;
- Управленски процес и мениджърско поведение, Библиотека Стопански свят, бр. 80, АИ Ценов, 2007;
- Съвременен мениджмънт, АИ Ценов, 1997 (в съавторство с Никола Янков, Атанас Дамянов, Димитър Панайотов);
- Съвременни аспекти на мениджмънта, АИ Ценов, 1992 (в съавторство с Никола Янков, Атанас Дамянов, Димитър Панайотов и Неделчо Митев).

Студии
- Поведение и отношения в социалните структури. – Годишник на Стопанска академия Д. А. Ценов – Свищов, бр. CXVI, АИ Ценов, 2013, с. 7 – 43;
- Отговорност и отричане на различното поведение – граници и управленска устойчивост. – Годишник на Стопанска академия Д. А. Ценов – Свищов, бр. СХІ, АИ Ценов, 2009, с. 7 – 35;
- Асиметрия в управленския процес, Алманах научни изследвания. СА Д. А. Ценов – Свищов, бр. 6, АИ Ценов, 2006, с. 7 – 30;
- Формално, неформално и функционално лидерство (глава пета в Лидерство и ръководство), АИ Ценов, 2004 (в съавторство с Еленко Захариев, Мария Андреева, Милка Бакърджиева, Анатолий Асенов);
- Устойчивост на управленския процес. – Годишник на Стопанска академия Д. А. Ценов – Свищов, бр. СV, АИ Ценов, 2003, с. 5 – 45;
- Личността и социалната активност през призмата на сигурността. – Юбилеен алманах: Т. 11. Икономически проблеми на Република България в началото на XXI век – Свищов, 2001 г., АИ Ценов, 2001, с. 34 – 45;
- Амбивалентни ситуации в мениджмънта. – Годишник на Стопанска академия Д. А. Ценов – Свищов, бр. ХСV, АИ Ценов, 1999, с. 147 – 167.